# Warren County, Illinois
Warren County är ett county i delstaten Illinois, USA. Den administrativa huvudorten (county seat) är Monmouth.

## Geografi
Enligt United States Census Bureau har countyt en total area på 1 406 km². 1 404 km² av den arean är land och 2 km² är vatten.

### Angränsande countyn
- Mercer County - nord
- Knox County - öst
- Fulton County - sydost
- McDonough County - syd
- Henderson County - väst